# 里奧布蘭科山
65°25′S 64°0′W / 65.417°S 64.000°W
里奧布蘭科山（Mount Rio Branco），是南極洲的山峰，位於葛拉漢地西岸，處於佩雷斯角以東4.6公里，海拔高度975米，由讓-巴蒂斯特·夏古率領的法國探險隊發現，現時由南極條約體系管理。